# Cracked Brain
Cracked Brain es el cuarto álbum de estudio de la banda alemana de thrash metal Destruction. Es el primer álbum de la discografía oficial de la banda en no presentar a Schmier en la voz. En su lugar aparece André Grieder.

## Grabación y producción
La grabación de Cracked Brain comenzó en 1989, pero se detuvo cuando Destruction despidió a su vocalista y bajista Schmier. El guitarrista Mike Sifringer recordó: "Grabamos las pistas básicas (batería y riffs de guitarra) en Union-Studios en Munich, un lugar muy caro. Pero Schmier ya no estaba contento con la música, entonces, ¿qué hacer? sesión de grabación y volvimos a casa, todo el mundo estaba enojado. En retrospectiva, sé que tomamos una decisión equivocada, no hablamos lo suficiente. No nos reunimos durante años después de la separación". Sobre el proceso de grabación del álbum, Sifringer dijo: "Para ahorrar un poco de dinero, grabamos bajo y voces en Berlín en Sky Track. Un tipo divertido llamado Gerdy, eso es todo lo que recuerdo, estaba detrás del escritorio. Finalmente, el productor Guy Bidmead, Oli, Harry y yo mezclamos todo en Munich". Destruction comenzó a volver a grabar Cracked Brain poco después de contratar a André Grieder de Poltergeist como reemplazo de Schmier.
El baterista Oliver Kaiser recordó: "André había sido un amigo nuestro desde hace mucho tiempo, y todavía lo es. Le preguntamos si le gustaría terminar Cracked Brain con nosotros porque nos gustó su enfoque melodioso del thrash, su estilo era un poco testamentario. influido, se podría decir. Sabíamos que nunca habría otro Schmier, así que pensamos que sería mejor ir en una dirección diferente con las voces. André realmente hizo un gran trabajo en Cracked Brain ". Añadió: "Cuando André voló a Berlín para las sesiones de grabación, ya tenía todo preparado para él. Le canté las canciones y él las clavó así".

## Lista de canciones
1. Cracked Brain - 03:36.
2. Frustrated - 03:32.
3. S.E.D. - 03:32.
4. Time Must End - 05:56.
5. My Sharona (The Knack cover) - 3:10.
6. Rippin' You Off Blind - 05:28.
7. Die a Day Before You're Born - 04:20.
8. No Need to Justify - 04:49.
9. When Your Mind Was Free - 04:38.

## Miembros
- Mike Sifringer - Guitarra
- Harry Wilkens - Guitarra
- Oliver Kaiser - Batería
- André Grieder - Voz
- Christian Engler - Bajo